# Caimin Douglas
Caimin Douglas (ur. 11 maja 1977 w Rosmalen) – holenderski lekkoatleta specjalizujący się w krótkich biegach sprinterskich, trzykrotny uczestnik letnich igrzysk olimpijskich (Sydney 2000, Ateny 2004, Pekin 2008). Do końca 2001 r. na arenie międzynarodowej reprezentował Antyle Holenderskie.

## Sukcesy sportowe
- czterokrotny mistrz Holandii, dwukrotnie w biegu na 100 metrów (2006, 2010[1]) oraz dwukrotnie w biegu na 200 metrów (2001, 2002)[2]

| Rok  | Miasto   | Zawody             | Konkurencja        | Wynik         |
| ---- | -------- | ------------------ | ------------------ | ------------- |
| 2003 | Paryż    | Mistrzostwa świata | sztafeta 4 x 100 m | brązowy medal |
| 2006 | Göteborg | Mistrzostwa Europy | sztafeta 4 x 100 m | 8. miejsce    |

## Rekordy życiowe
- bieg na 60 metrów (hala) – 6,69 – Gandawa 18/02/2006
- bieg na 100 metrów – 10,23 – El Paso 04/05/2002
- bieg na 200 metrów – 20,48 – Tilburg 08/07/2001